# 내분비계 장애물질
내분비계 장애/교란물질(內分泌界障碍/攪亂物質, 영어: endocrine disruptors, hormonally active agents, endocrine disrupting chemicals, endocrine disrupting compounds (EDCs))은 생체 외부에서 들어와 내분비 기관 안에서 호르몬의 생리 작용을 교란시키는 화합물을 말한다. 주로, 환경 호르몬이라는 일본식 용어로 더 잘 알려져 있다. 외인성 내분비 교란물질이라고도 부른다.
인체의 내분비계에 작용해 정상발육을 가로막고 숫컷의 정자수를 감소시키는 등 생식기능에 이상을 초래하여 숫컷을 암컷으로 전환시키는 물질을 일컫는다. 70여 종의 화학물질이 여기에 해당된다. 극소량만으로도 생식기능에 악영향을 미치며 일상생활에 접하는 거의 모든 제품에 포함돼 있다는 데 심각한 문제를 가지고 있다.
환경 호르몬은 종류가 매우 다양하다. 대표적으로 비스페놀A(BPA), 프탈레이트(Phthalates), 다이옥신(dioxin), 폴리염화비페닐(PCB) 등이 있으며, 각각 생산·사용되는 분야가 다르다. 또한, 산업 공정이나 농약 등 다양한 경로를 통해 흙, 물, 공기 중에 퍼지기도 한다.
플라스틱 제품(식품 용기, 물병 등): 고온에 노출되거나 스크래치가 심한 경우 BPA가 용출될 수 있다.
화장품 및 생활용품(샴푸, 로션, 세제 등): 방부제나 합성향료 등에 프탈레이트 등 환경 호르몬 유발 물질이 함유될 수 있다.
가공식품 포장재: 통조림 내부 코팅제, 일회용 컵 등에 환경 호르몬이 포함될 수 있다.
산업 공정 및 대기 오염: 공장 매연, 농약, 각종 화학약품 배출로 인해 토양과 수질을 오염시키며, 이를 통해 간접적으로 우리 식탁까지 침투한다.
다수의 가정 및 산업용 제품에서 발견되는 내분비 교란물질은 "신체 내 자연호르몬의 합성, 분비, 운반, 결합, 작용, 또는 항상성(정상세포 대사)의 발달, 행동, 유지에 책임이 있는 물질이다." 이를 호르몬 활성제, 내분비교란 화학물질, 내분비 교란 화합물이라고 한다. 이러한 물질을 묘사하는 데 사용되는 용어의 다양성은 의미 범위에 더하여 내분비 교란체가 해로운 영향을 강조하는 반면 호르몬적으로 활성제 또는 제노호르몬은 약리학들의 원리에 따라 선량의 독을 만든다.

## 같이 보기
- 발암성 물질